# Alberuela de Tubo
Alberuela de Tubo (Abargüela de Tubo en aragonés con a Grafía de Huesca) es una población y municipio de la provincia de Huesca, en la comunidad autónoma de Aragón, España.
El casco urbano se acomoda al pie de un cerro notable de arenisca, escarpado, vistoso y en forma de media luna que fue fortificado en tiempos de dominación del Islam.
La vida gira en torno a la plaza mayor, en la que se ubica la iglesia de San Juan Evangelista y la herrería. Entre la plaza y el cerro se sitúa la parte más antigua del pueblo caracterizado por sus calles más estrechas y mayor concentración de edificios. Entre la plaza y la carretera se sitúa el consultorio médico y el ayuntamiento (antiguas escuelas). Al otro lado de la carretera se sitúa el núcleo más nuevo del pueblo.
La principal economía de sus gentes es la agricultura y ganadería. Estas fueron potenciadas a mediados del siglo XX con la creación de zonas de regadíos gracias a la construcción del canal del Flumen, lo que trajo consigo una mayor diversificación de los productos a cultivar y la ganadería a nivel industrial.

## Toponimia
- Topónimo en aragonés: Alberuela de Tubo - Abargüela de Tubo
- El nombre de Alberuela podría provenir de:
  - "ALB" Probablemente del preindoeuropeo ALB (Altura que contrasta con el llano).
  - ALDEA: Alberuela
- El nombre de TUBO provendría del Castillo de Tub, pero el hecho de que en las proximidades se sitúe una montaña con forma de torre en un lugar llamado Monte de Tubo, nos hace dudar si realmente el Castillo de Alberuela y el Castillo de Tub son el mismo. Tubo podría provenir de:
  - De una raíz prelatina TOW: torre
  - De una raíz prelatina TOB: pendiente.
  - De TOBA: blando, agrietado. Referido a la orografía

## Geografía
Sodeto, la pedanía de Alberuela de Tubo, se creó entre los años cincuenta y sesenta como pueblo nuevo de colonización, edificado por el IRYDA sobre tierras expropiadas al duque de Villahermosa.
El casco urbano se asienta sobre una suave pendiente rodeada de pinares al pie del monte Sodeto del que toma el nombre. En la parte alta se sitúa la plaza alrededor de la cual se distribuyen los edificios públicos (iglesia, ayuntamiento, bar, etc..). Impresiona la sensación de organización y homogeneidad del pueblo, las casas y los edificios son todos de los mismos materiales y están todos diseñados bajo un mismo patrón, como corresponde a un pueblo de diseño oficial.

## Administración y política
| Período   | Alcalde                    | Partido |  |
| --------- | -------------------------- | ------- |  |
| 1979-1983 | José Luis Escartín Ortiz   | PSOE    |  |
| 1983-1987 |                            |         |  |
| 1987-1991 |                            |         |  |
| 1991-1995 | Rosa María Pons Serena     | PSOE    |  |
| 1995-1999 | Rosa María Pons Serena     | PSOE    |  |
| 1999-2003 | Rosa María Pons Serena     | PSOE    |  |
| 2003-2007 | Rosa María Pons Serena     | PSOE    |  |
| 2007-2011 | Rosa María Pons Serena     | PSOE    |  |
| 2011-2015 | Rosa María Pons Serena     | PSOE    |  |
| 2015-2019 | Gabriel Penella Gayán      | PSOE    |  |
| 2019-2023 | José Manuel Penella Cambra |         |  |
| 2023-     | José Manuel Penella Cambra |         |  |

| Partido político    | Partido político                                   | 2003   | 2007   | 2011   | 2015   |
| Partido político    | Partido político                                   | Ediles | Ediles | Ediles | Ediles |
|                     | Partido de los Socialistas de Aragón (PSOE-Aragón) | 7      | 7      | 5      | 4      |
|                     | Partido Popular de Aragón (PP)                     | —      | 2      | 3      | —      |
| Total de concejales | Total de concejales                                | 7      | 7      | 7      | 7      |

## Demografía
Alberuela de Tubo cuenta con una población de 283 habitantes (INE 2024).
| Gráfica de evolución demográfica de Alberuela de Tubo entre 1842 y 2021                                                                                                |
| |
| Población de derecho según los censos de población del INE Población de hecho según los censos de población del INEEn este censo se denominaba Alberuela de Turo: 1842 |

- En el último siglo

## Monumentos y lugares de interés
- El castillo (Alberuela de Tubo)
- Ermita de Nuestra Señora Virgen del Castillo (Alberuela de Tubo)
- Iglesia parroquial de San Juan Evangelista (Alberuela de Tubo)
- Fuente (Alberuela de Tubo)
- Cuevas de Fertilidad
- Parque de aventura La Gabarda
- Centro de interpretación: La colonización Agraria en España (Sodeto)
- Alrededores
  - Castillo de Gabarda (término municipal de Usón)
  - Iglesieta (término municipal de Usón)
  - Las cías (Marcen)
  - Piracés

### El Castillo de Alberuela de Tubo

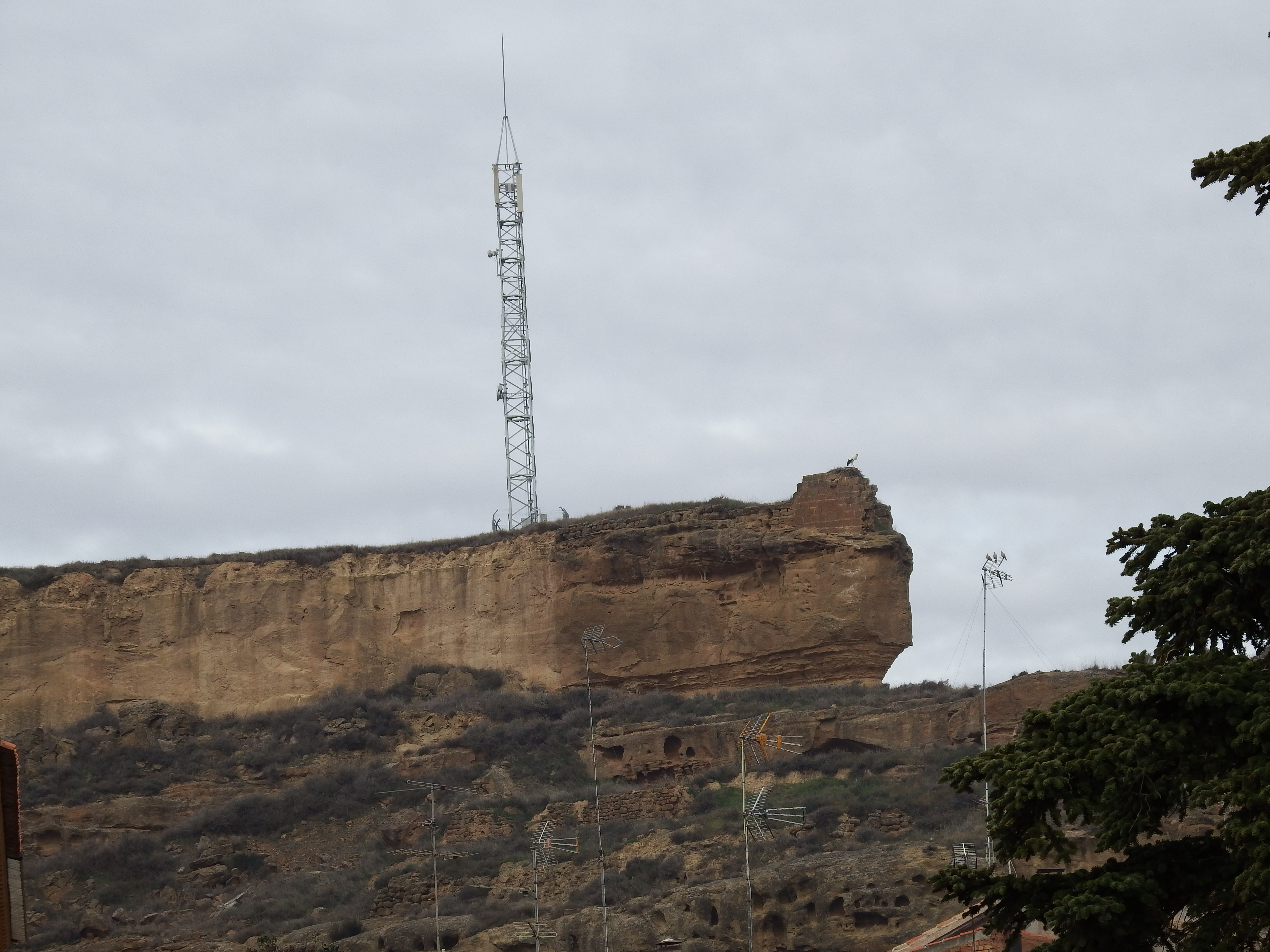
Vista del castillo

Consiste en una gran plataforma de arenisca, de forma triangular, que se erige sobre otros dos bancales pétreos, con paredes elevadas en cuyo perímetro se hallan restos de un recinto fortificado. El castillo formó parte de una red de fortalezas que los musulmanes levantaron en el siglo IX para frenar el avance cristiano desde el norte, protegiendo la importante ciudad de Zaragoza y toda la Marca Superior de al-Ándalus.
El conjunto de la plataforma estaba cerrado por una muralla edificada en grandes sillares de arenisca, dispuestos a tizón, con la cara exterior almohadillada. Debido a un derrumbe del terreno, una parte de su sector occidental fue reconstruida en la Baja Edad Media (la actual puerta de acceso, en arco de medio punto, es también bajomedieval).
En cada uno de los ángulos de la fortaleza se elevaba una torre de planta rectangular, edificada con el mismo tipo de sillares, alguna de las cuales subsiste en la actualidad, siendo la más destacada la del ángulo SE, asociada a un largo lienzo de muro.
En el interior, las excavaciones han revelado la presencia de múltiples habitaciones rectangulares talladas en la roca, así como pequeñas cavidades circulares de algunos centímetros de profundidad dispuestas en líneas, a la manera de un damero (son el testimonio del modo de extracción de los bloques empleados para la construcción de la muralla).
El resto de la plataforma estaba ocupado únicamente por una cisterna y numerosos silos subterráneos en forma de pera. Ninguno de estos elementos es visible en la actualidad.
En su origen dicho castillo no trataba de ser un recinto-refugio para una población que habitara en los alrededores, sino de una fortaleza poblada por una guarnición exclusivamente militar e, hipotéticamente, por el representante de un posible poder político de carácter regional.
Los rasgos que avalan esta hipótesis son la calidad de la obra del recinto y las similitudes que muestra la muralla con la de la época omeya de Huesca, así como la escasa cantidad de material recogido en las excavaciones, que atestigua un número reducido de pobladores. La mencionada similitud con la muralla de Huesca, permite fechar la construcción del recinto hacia mediados del siglo IX, en los años inmediatamente posteriores al 850.

### Ermita Virgen del Castillo

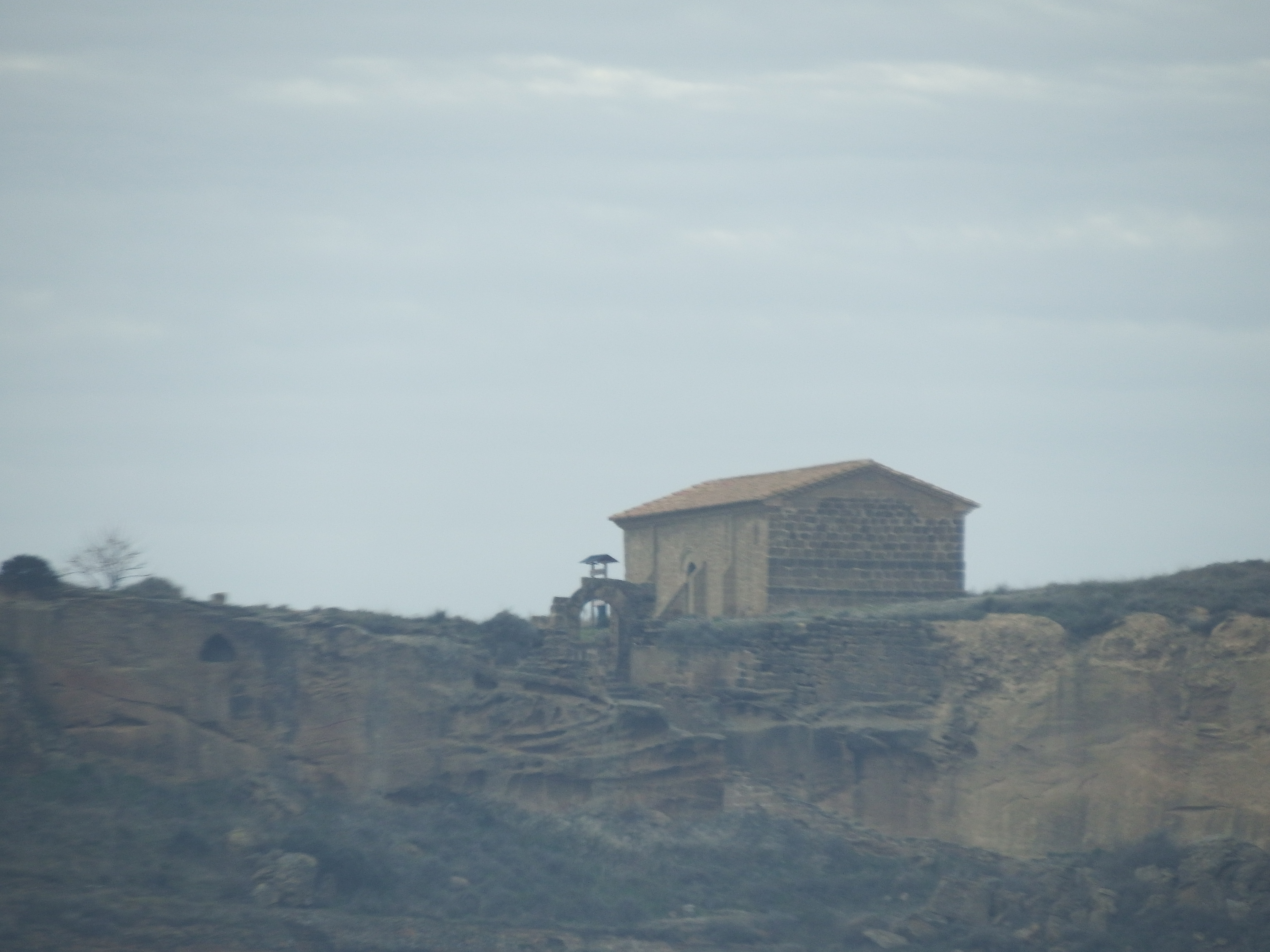
Ermita

Situada en el centro de la plataforma del castillo, fue recientemente restaurada. Construcción del gótico rural aragonés, edificada entre los siglos XV y XVI. Tiene una sola planta orientada, con coro a los pies y cubierta de madera que descansa sobre arcos fajones apuntados.
La imagen fue quemada en la Guerra Civil y a partir de su recuerdo se ha elaborado una réplica: una nube salpicada de angelitos sostiene la fortaleza en la que se sienta la Virgen, a su derecha está el Niño sostenido por su Madre.
Una historia de amoríos asociada a la Virgen dice que la misma era pretendida por santos de la zona, concretamente Santo Domingo de Huerto venía a cortejarla y San Andrés de Usón, celoso, le tiró a aquel una piedra dejándolo tuerto.

### Iglesia parroquial de San Juan Evangelista

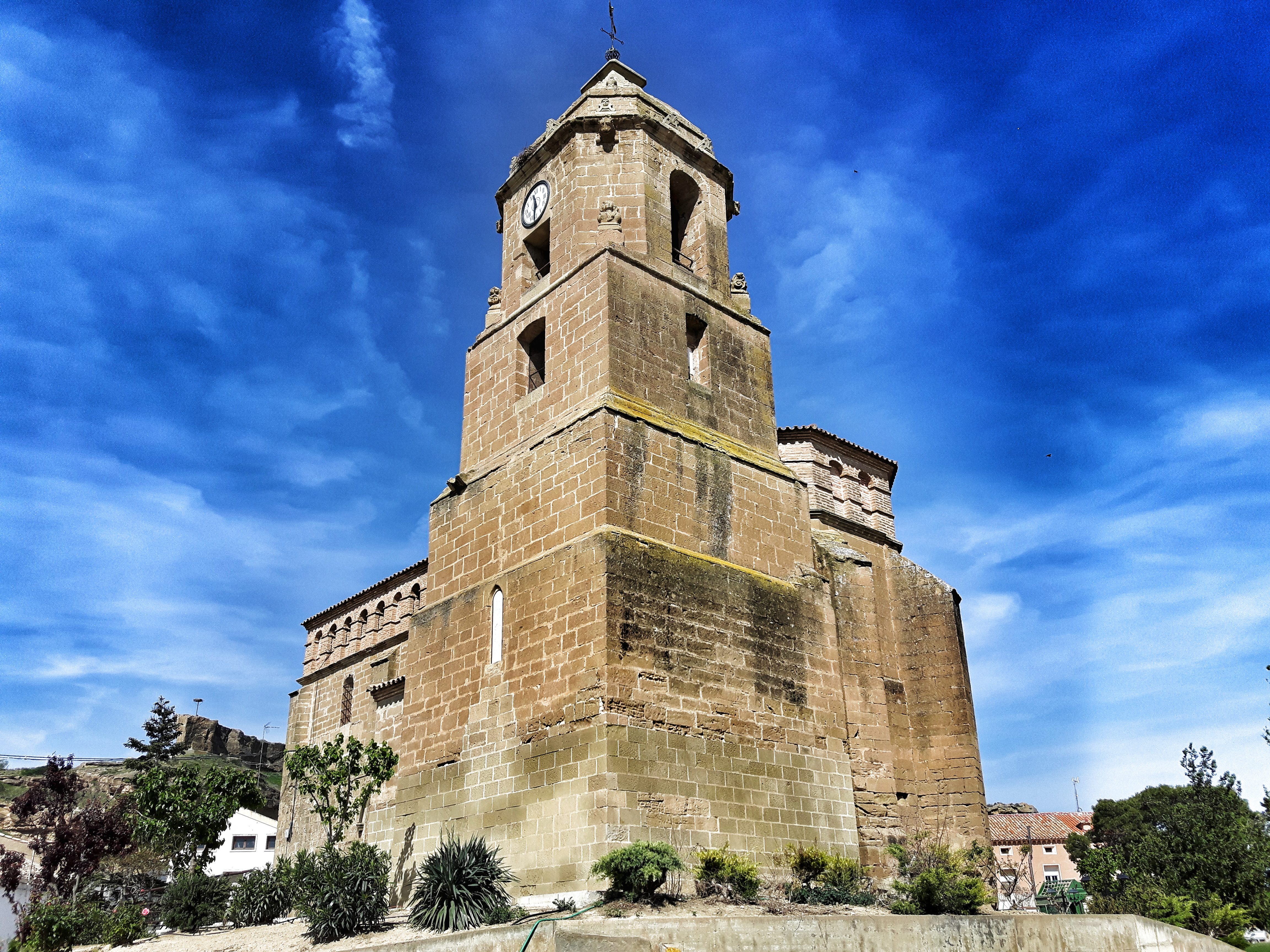
Iglesia de San Juan Evangelista

Está compuesta por una nave rectangular con galería de vanos, ábside poligonal y dos capillas laterales a modo de crucero bajo; puerta en los pies que sustituye a la originaria situada al mediodía.
La construcción que hoy vemos fue consecuencia de una reforma y ampliación que se realizaron sobre un antiguo templo románico tardío del siglo XIII. En 1607 se modifica la nave por la cabecera, construyendo un crucero y un ábside poligonal de cinco paños. La torre adosada a él por el lado de la Epístola es de 1746 y su primer cuerpo está ocupado por la sacristía.

### Fuente
Manantial de origen musulmán ubicado a 300 metros del casco urbano a una profundidad de unos 10 metros. Impresiona el buen estado de conservación y el hecho de que fuera utilizado hasta mediados del siglo XX como único punto de aprovisionamiento de agua.
En la actualidad debido a las ampliaciones de los regadíos se encuentra totalmente anegada.

### Cuevas de la Fertilidad
Conjunto de cuevas excavadas en la roca distribuidas sobre el término del municipio (Total moro, Peña mora y la Copera).

### Parque de aventura La Gabarda
El rincón del Olivar es la puerta de entrada al parque de aventura La Gabarda, una plantación rescatada del olvido para ser utilizada como zona de ocio y en la que se pueden realizar múltiples posibilidades de recreo al abrigo de los impresionantes macizos rocosos característicos de la comarca.
En sus proximidades se encuentra el Castillo de Gabarda y la Iglesieta.

### Centro de interpretación: La colonización Agraria en España
Narra a través de imágenes y documentación (desde su concepción, pasando por su desarrollo hasta nuestros días) el proceso de Colonización que se produjo en la década de los años cincuenta y sesenta impulsado por el régimen franquista para poner en explotación territorios que hasta entonces habían permanecido baldíos.
De este impulso nacieron pueblos, como el de Sodeto, con idéntico aspecto constructivo, los mismos orígenes y un similar desarrollo histórico, dispersos por diferentes áreas aragonesas, extremeñas, andaluzas, catalanas o navarras, siendo todos los casos fruto de un momento político y económico concreto de la historia contemporánea española.
De este modo, el medio se fue transformando a la par que sus nuevos pobladores llegaron. Se establecieron hombres y mujeres venidos de tierras donde lo tradicional eran los cultivos de secano, por lo que debieron adaptarse a unas nuevas técnicas y formas de trabajo. Este proceso de aprendizaje se sumó a procesos más complejos, ya que al llegar las familias de pronto se encontraban en un lugar desconocido, una vivienda desconocida, con vecinos desconocidos, con unos sistemas cooperativos desconocidos, etc. En definitiva, empezar prácticamente de cero y de nuevo.

## Cultura

### Gordo de Navidad
El 22 de diciembre de 2011 tuvo la fortuna de tocar el Gordo más grande de la historia. En concreto fueron 300 décimos vendidos por valor de 120 millones de €. Una Asociación de Amas de Casa vendió 1200 particiones del número.

## Economía

### Evolución de la deuda viva municipal
| Gráfica de evolución de Deuda viva del Ayuntamiento de Alberuela de Tubo entre 2008 y 2019                                |
| |
| Deuda viva del Ayuntamiento de Alberuela de Tubo en miles de Euros según datos del Ministerio de Hacienda y Ad. Públicas. |